# اندیس آنومالی چاه داشی
آنومالی چاه داشی یک اندیس چندفلزی است که در حوالی شهر چاه داشی استان خراسان قرار دارد و مادهٔ معدنی موجود در آن، طلا است.سنگ میزبان این اندیس شیست، اسلیت، گابرو، ماسه سنگ دگرگون شده و رگه‌های سیلیسی. است  